# Llyfr Gwyn Rhydderch
Llyfr Gwyn Rhydderch [ɬivr gwin 'ŗeðerx] (englisch: White Book of Rhydderch; deutsch: Weißes Buch des Rhydderch) ist eines der bekanntesten Sammelwerke in mittelkymrischer Sprache. Es wurde in der ersten Hälfte des 14. Jahrhunderts geschrieben und ist eine der frühesten Sammlungen walisischer Prosatexte, enthält aber auch einige Beispiele früher walisischer Poesie. Das Manuskript befindet sich inzwischen in den Sammlungen der walisischen Nationalbibliothek in Aberystwyth.

## Geschichte und Inhalt
Das früher einbändige Manuskript ist heute in zwei Bänden gebunden, die als Peniarth MS 4 und Peniarth MS 5 bezeichnet werden. Peniarth MS 4 enthält die walisischen Erzählungen, die als Peder Keinc y Mabinogi („Die Vier Zweige des Mabinogi“) bekannt sind (mit Ausnahme von Breuddwyd Rhonabwy, „Rhonabwys Traum“), Peniarth MS 5 (der erste Teil des ursprünglichen Manuskripts) enthält religiöse Texte auf Walisisch, die zumeist aus dem Lateinischen übersetzt sind. Vorlagen waren die Weltchronik Imago Mundi von Honorius von Autun, sowie apokryphe (wie das Pseudo-Matthäus-Evangelium) und hagiographische Schriften.
Das Weiße Buch wurde Mitte des 14. Jahrhunderts kopiert, wahrscheinlich für Rhydderch ab Ieuan Llwyd (*um 1325; † um 1400) von Parcrhydderch aus der Pfarre Llangeitho in Ceredigion. Rhydderch, der aus einer Familie mit langer Tradition literarischen Mäzenatentums stammt, hielt Ämter unter der englischen Krone und war gleichzeitig eine Autorität in walisischem Recht. Das Manuskript weist die Handschrift von fünf Schreibern auf, vermutlich aus der Strata Florida Abbey, die nicht weit von Rhydderchs Heimat liegt.